# James Ellsworth De Kay

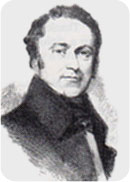
James Ellsworth De Kay (1900)

James Ellsworth De Kay (* 12. Oktober 1792 in Lissabon, Portugal; † 21. November 1851 in Oyster Bay, New York; oft auch DeKay geschrieben) war ein amerikanischer Zoologe.

## Leben
De Kay wurde in Portugal als Sohn eines vermögenden amerikanischen Schiffskapitäns und einer Irin geboren. Mit vierzehn war er Vollwaise, aber mit einer beträchtlichen Erbschaft gesegnet. 1807–12 studierte er am Yale College, beendete das Studium aber ohne Abschluss. Er setzte sein Studium später an der Universität Edinburgh in Schottland fort, wo er 1819 schließlich seinen Doktor der Medizin erhielt. Zurück in Amerika spezialisierte er sich jedoch nicht auf Medizin, sondern auf Naturgeschichte und wurde eine der führenden Gestalten der naturgeschichtlichen Gesellschaft New Yorks, des Lyceum of Natural History. Auch war er in den literarischen Zirkeln New Yorks involviert und verkehrte mit Knickerbockern wie Washington Irving, James Fenimore Cooper und besonders seinem Schwippschwager Joseph Rodman Drake und dessen Busenfreund Fitz-Greene Halleck. 1837 war er Gründungsmitglied des Authors Club, einem literarischen Club, dem Washington als Präsident, Hallkeck als Vizepräsident vorsaßen.
1821 heiratete er Janet Eckford, eine Tochter des Schiffbauers Henry Eckford. Nachdem dieser den Auftrag erhalten hatte, eine Fregatte für die Flotte des Osmanischen Reiches zu bauen, segelte De Kay mit seinem Schwiegervater zur Schiffsüberführung in die Türkei, wo er ein Jahr blieb. Nach seiner Rückkehr nach Amerika  – Eckford starb 1832 in Konstantinopel – veröffentlichte De Kay 1833 seine Reiseeindrücke als Sketches of Turkey in 1831 and 1832 by an American. Er zeichnete darin ein sehr wohlwollendes Bild des Osmanischen Reiches und brachte so die amerikanischen Philhellenen gegen sich auf. Besondere Beachtung fanden seine Beschreibungen der asiatischen Cholera. Als wirksame Arznei gegen diese Infektionskrankheit propagierte De Kay Portwein, was dazu führte, dass dies kurzzeitig ein New Yorker Modegetränk wurde. Es wurde an New Yorker Tresen folglich häufig als Dr. DeKay ausgeschenkt.
De Kays größtes Verdienst leistete er im Rahmen der Geological Survey of New York, einer Bestandsaufnahme der Geologie, aber auch der Fauna und Flore von New York, die die Legislative des Bundesstaates 1835 in Auftrag gegeben hatte. De Kay firmierte als Herausgeber der zoologischen Bände. Die fünfbändige Zoology of New-York; or, the New York Fauna erschien 1842–44, ein erweiterter Katalog 1851 als Catalogue of the Cabinet of Natural History of the State of New York and of the Historical and Antiquarian Collection Annexed Thereto. De Kay beschränkte sich in der Auswahl der darin vorgestellten Arten keineswegs auf die Fauna New Yorks, sondern nahm gar alle Tierarten auf, die in den Vereinigten Staaten vorkommen, so etwa den nur in Florida vorkommenden Manati. Insgesamt umfasste die Liste der von De Kay katalogisierten Tierarten rund 1.600 Einträge. Nur relativ wenige Arten hat er tatsächlich selbst beschrieben, so etwa im Jahre 1842 anhand eines Museumspräparats den blinden Höhlenfisch Amblyopsis spelaea (urspr. Amblyopsis spelaeus) sowie im Jahre 1824 den Trilobiten Isotelus gigas.